# أسماء الحسن
أسماء الحسن (1 أبريل 1985 - ) ممثلة وعارضة أزياء بدأت في المسرح والمسلسلات السعودية وقدمت عدة مسلسلات مثل مسلسل بيني وبينك وغشمشم والعاصوف وغيرها.

## أعمالها

### من المسرحيات
- عرفنا الصح
- حصة أبله حصة
- قهوة عربية
- سوبر كيوت وغيرها[2]

### من المسلسلات
| سنه الإنتاج | المسلسل                    | بمشاركة                                                       |
| ----------- | -------------------------- | ------------------------------------------------------------- |
| 2007        | بين وبينك                  | فايز المالكي، حسن عسيري، راشد الشمراني                        |
| 2007        | طاش ماطاش الجزء الخامس عشر | عبد الله السدحان، ناصر القصبي، يوسف الجراح                    |
| 2009        | أبجد هوز                   | عبد الرحمن الخطيب، عبد العزيز السكيرين                        |
| 2010        | طاش ماطاش الجزء السابع عشر | عبد الله السدحان، ناصر القصبي                                 |
| 2010        | مزحة برزحة                 | محمد العيسى، ريم عبد الله، ليلى السلمان                       |
| 2010        | شيكات                      | يوسف الجراح، ريماس منصور، علي المدفع                          |
| 2011        | طاش ماطاش الجزء الثامن عشر | عبد الله السدحان،ناصر القصبي                                  |
| 2011        | ملف علاقي                  | محمد الطويان، مهرة، تركي اليوسف                               |
| 2018        | العاصوف                    | ناصر القصبي، ريم عبدالله، عبدالإله السناني                    |
| 2019        | سوق الدماء                 | تركي اليوسف، إلهام علي، نيرمين محسن                           |
| 2020        | ضرب الرمل                  | خالد عبدالرحمن، ليلى السلمان، ريتا حرب، أميرة محمد، مروة محمد |

## وصلات خارجية
- أسماء الحسن فنانة ذات شخصية خاصة، مجلة اليمامة
- حساب أسماء الحسن في الإنستغرام
- أسماء الحسن في مسلسل غشمشم
- أسماء الحسن أعمالي الفنية أفتخر بها، صحيفة المدينة